# 소피 와일드
소피 와일드(영어: Sophie Wilde, 1998년 2월 22일~)는 오스트레일리아의 배우이다.

## 출연 작품
- 톡 투 미 (2022) - 미아 역
- 베이비걸 (2024)
- 주디 (2026)